# Manoir de Blangy-le-Château
Le manoir de Blangy-le-Château est un édifice situé à Blangy-le-Château, en France.

## Localisation
Le monument est situé dans le département français du Calvados, à Blangy-le-Château.

## Historique
Le manoir est daté du XVIIe siècle, construit vers 1620-1650 par Robert du Breuil. Le manoir passe dans la famille Le Viconte dès 1659 par mariage.
Les façades, les toitures et les pavillons d'entrée du manoir sont inscrites au titre des monuments historiques depuis le 21 octobre 1970.

## Architecture
L'édifice est bâti en briques et pierres de taille. Des dessins en forme de losanges et croisillons se trouvent sur la façade, élaborés par la présence de briques noires. La façade est comporte deux œils-de-bœuf.